# CHiPS (filme)
CHiPs é um filme americano de ação e comédia policial escrito e dirigido por Dax Shepard,
baseado no seriado de televisão de mesmo nome criado por Rick Rosner. O filme é estrelado por Shepard como o Oficial Jon Baker e Michael Peña como Frank "Ponch" Poncherello, com Rosa Salazar, Adam Brody e Vincent D'Onofrio em papéis coadjuvantes.
As filmagens oficiais começaram em 21 de outubro de 2015, em Los Angeles. O filme foi lançado em 24 de março de 2017 pela Warner Bros. Pictures e arrecadou US $ 26 milhões em todo o mundo. Ele tem uma taxa de aprovação de 17% no Rotten Tomatoes, que o chamou de "apenas moderadamente interessante na melhor das hipóteses".
Ao contrário da série original, o filme foi produzido sem a cooperação da California Highway Patrol (CHP) e sem uma licença para usar os logotipos da CHP.

## Sinopse
Um motorista de fuga conhecido como Chacho (Michael Peña) ajuda uma equipe de assaltantes de banco a fugir da polícia de Miami. Depois de trocar de veículo, Chacho se revela como o agente Castillo do FBI, que então converge e prende os ladrões de banco. Ao mesmo tempo, Jon Baker (Dax Shepard) se matricula na California Highway Patrol Academy. Apesar de sua baixa pontuação de aptidão em todos os campos, o Sgt. Gail Hernandez (Maya Rudolph) simpatiza com Jon, observando que ele pode andar de moto melhor do que a maioria dos cadetes que ela treinou e lhe concede uma graduação em estágio.
Em uma rodovia da Califórnia, uma van blindada é atacada por uma equipe de ciclistas. Um membro identificado pelo guarda como "LT" acusa o guarda e TJ, seu namorado do armário CHP de roubar dele de um hit anterior. TJ, que está respondendo ao ataque no momento, chega em cima de um helicóptero da polícia. LT informa TJ sobre a freqüência da polícia que ele deve escolher quem mora (TJ ou seu namorado) como punição. TJ finalmente salta do helicóptero e cai para a morte.
Em Miami, Castillo é informado por seu chefe Peterson (Isiah Whitlock Jr.) que o CHP solicitou a ajuda do FBI no roubo de blindados, acreditando que um círculo policial corrupto está envolvido. Castillo é obrigado a ir disfarçado dentro do CHP e recebe o pseudônimo Francis Llewellyn "Ponch" Poncherello. Ponch é uma parceria com Baker e os dois chefes para pagar ostensivamente a viúva de TJ em casa. Baker ressalta que não há uma única recomendação, foto ou outros efeitos que um piloto de helicóptero teria em casa e, mais tarde, identifica precisamente as motos usadas no roubo como a Ducati Hypermotard 939. A gangue faz outra tentativa em uma van blindada. A equipe evita Ponch e Baker na mais rápida Ducati. LT, já desconfiado das extensas investigações de Ponch sobre os roubos, descobre, a partir de seus contatos no FBI, que ele está disfarçado, enquanto Ponch também obtém uma vantagem potencial em um apartamento em que TJ estava alugado. Ponch conclui que TJ tinha que ter sido corrupto, já que não teria sido acessível em seu salário. Sentindo que algo ainda está errado, Ponch e Baker visitam novamente a viúva de TJ. Oficial Parish, que já havia avisado Ponch para não retornar, luta contra ele até que ele é subjugado por Baker. Ponch reconhece que Parish não está no círculo corrupto, depois que ele sugere que "LT" na realidade poderia representar o tenente . Ponch e Baker chegam ao perfil do tenente Raymond Kurtz (Vincent D'Onofrio) e imediatamente suspeitam dele, mas não têm nada para prendê-lo pelos assaltos.
O FBI lidera promissoramente uma drogaria em Veneza, levando Ponch e Baker a responder e perseguir um dos membros da equipe de ciclistas. Durante a longa perseguição, o oficial Brian Grieves (Ryan Hansen) secretamente informa a LT que o suspeito envolvido é seu filho. Ao atravessar uma ponte, o suspeito é decapitado pelo fio industrial de aço estendido de um veículo de recuperação. LT chega e cai em Baker, que estava em perseguição. Parish chega em seu helicóptero da polícia e imediatamente transporta Baker inconsciente para o hospital.
Corrupt Officer e o interesse amoroso de Ponch por Lindsey Taylor (Jessica McNamee) tenta consolar LT sobre sua perda, mas é instruído a esperar por Grieves até que ele seja liberado do hospital. Petersen julga Ponch por desobedecer suas ordens de ficar longe da liderança de Allen, e Baker também descobre que sua ex-esposa Karen (Kristen Bell) com quem Baker estava morando, vendeu a casa dela enquanto ele estava no hospital sem dizer a ele. Na casa de Ponch, Baker identifica o motociclista decapitado como Raymond Reed Kurtz Jr., filho do tenente CHP Lieutant, confirmando suas suspeitas anteriores. Ponch retorna à Estação Central do CHP e é empossado como Oficial CHP enquanto Ray sequestra Karen e a mantém como refém em sua casa segura. Ray dá a Ponch e Baker sua localização, mas os dois são emboscados por Ray no caminho. Tanto Ponch quanto Baker resgatam Karen como a Oficial Ava Perez (Rosa Salazar) chega com o apoio, mas são atacadas pelos associados de Ray.
Ray atira na mão de Ponch o retiradndo três de sues dedos, deixando-o incapaz de retornar o fogo e, em vez disso, confia no objetivo de Baker de retaliar. Baker altera seu objetivo para compensar isso, mas acidentalmente dispara um dispositivo explosivo que incapacita Ray e seus guardas restantes, que Perez e os outros policiais prendem. Ray chega, mas é reforçado por Taylor e então segura Baker sob a mira de uma arma. Ponch intervém momentos antes de Ray disparar um tiro no braço de Baker, que ricocheteia de um implante de titânio e atinge Ray na cabeça, matando-o instantaneamente.
Baker é carregado em uma ambulância para ser tratado de seus ferimentos. Karen oferece para se juntar a ele no hospital, no entanto, Baker finalmente percebe o quão pouco ela se importa com ele e recusa sua oferta. Ponch é dado morfina por um paramédico (que é interpretado por Erik Estrada, o Ponch do seriado original, em uma rápida aparição). Uma cena final mostra Castillo recebendo uma ligação de Peterson, que lhe oferece seu emprego no FBI. Castillo, no entanto, se recusa, preferindo ficar no CHP.

## Elenco
- Michael Peña como agente do FBI Castillo e oficial da CHP Francis Llewellyn Poncherello.
- Dax Shepard como oficial do CHP Jon Baker.
- Vincent D'Onofrio como Vice-Presidente do CHP, Raymond Kurtz.
- Rosa Salazar como Oficial de CHP Ava Perez.
- Jessica McNamee como oficial de CHP Lindsey Taylor.
- Adam Brody como o agente especial Clay Allen.
- Isiah Whitlock Jr. como agente especial Peterson.
- Richard T. Jones como paróquia
- Kristen Bell como Karen Baker, a esposa de Jon.
- Jane Kaczmarek como capitã do CHP Jane Lindel.
- Justin Chatwin como Raymond Reed Kurtz Jr.
- Vida Guerra como Ann

David Koechner como Pat
Ed Begley Jr. como Wasp Driver
- Megalyn Echikunwoke como Patricia Eerly
- Ben Falcone como policial de bicicleta
- Mae Whitman como Beebee
- Amanda Perez como Sheryl / Organizador
- Maya Rudolph (não creditada) como Sargento Gail Hernandez
- Josh Duhamel (não creditado) como Rick
- Adam Rodriguez (não creditado) como Shamus
- Erik Estrada (não creditado) como Paramédico .